# Lencouacq
Lencouacq település Franciaországban, Landes megyében. Lakosainak száma 376 fő (2022. január 1.). Lencouacq Captieux, Lucmau, Arue, Cachen, Retjons, Luxey, Le Sen és Callen községekkel határos.

## Népesség
A település népességének változása:
| Lakosok száma | 581  | 467  | 439  | 397  | 404  | 395  | 380  | 376  | 373  | 376  |
|               | 1968 | 1982 | 1990 | 2006 | 2013 | 2015 | 2017 | 2019 | 2020 | 2022 |